# Alfonso Petrucci
Alfonso Petrucci (ur. w 1491 w Sienie, zm. 16 lipca 1517 w Rzymie) – włoski kardynał.

## Życiorys
Urodził się jako jedno z siódemki dzieci Pandolfa Petrucciego i jego drugiej żony, Aurelii Borghese. Pomimo nieosiągnięcia wymaganego wieku (udzielono mu dyspensy), 1 października 1510 roku został mianowany biskupem Sovany; z funkcji tej zrezygnował 7 lipca 1513. Został kreowany kardynałem diakonem 10 marca 1511, a siedem dni później otrzymał diakonię S. Teodoro. Uczestniczył w konklawe 1513, po którym nowo wybrany papież, Leon X, odmówił Petrucciemu nadania mu władzy w Sienie, na rzecz kuzyna kardynała, Raffaello Petrucciego. W konsekwencji, Alfonso podjął próbę zabójstwa papieża poprzez otrucie. W spisku brali także udział dwaj inni kardynałowie: Bandinello Sauli i Adriano Castello. Dzięki korespondencji z Domenico de' Nini of Siena, spisek został wykryty, a kardynał Petrucci aresztowany, pozbawiony godności i beneficjów kościelnych i skazany na śmierć. Został uduszony w Zamku św. Anioła.